# Nasmyth (månkrater)
Nasmyth är en nedslagskrater på månen. Nasmyth har fått sitt namn efter den brittiske ingenjören och astronomen James Nasmyth.

## Satellitkratrar
| Nasmyth | Latitud | Longitud | Diameter |
| ------- | ------- | -------- | -------- |
| D       | 49.2° S | 55.3° V  | 13 km    |
| E       | 49.9° S | 57.6° V  | 5 km     |
| F       | 50.0° S | 53.5° V  | 9 km     |
| G       | 49.6° S | 53.8° V  | 7 km     |